# Catherine Allégret
Pour les articles homonymes, voir Allégret.
Catherine Allégret, puis Catherine Allégret-Livi à l'état-civil après son adoption par Yves Montand, née le 16 avril 1946 à Paris, est une actrice et écrivaine française.

## Biographie

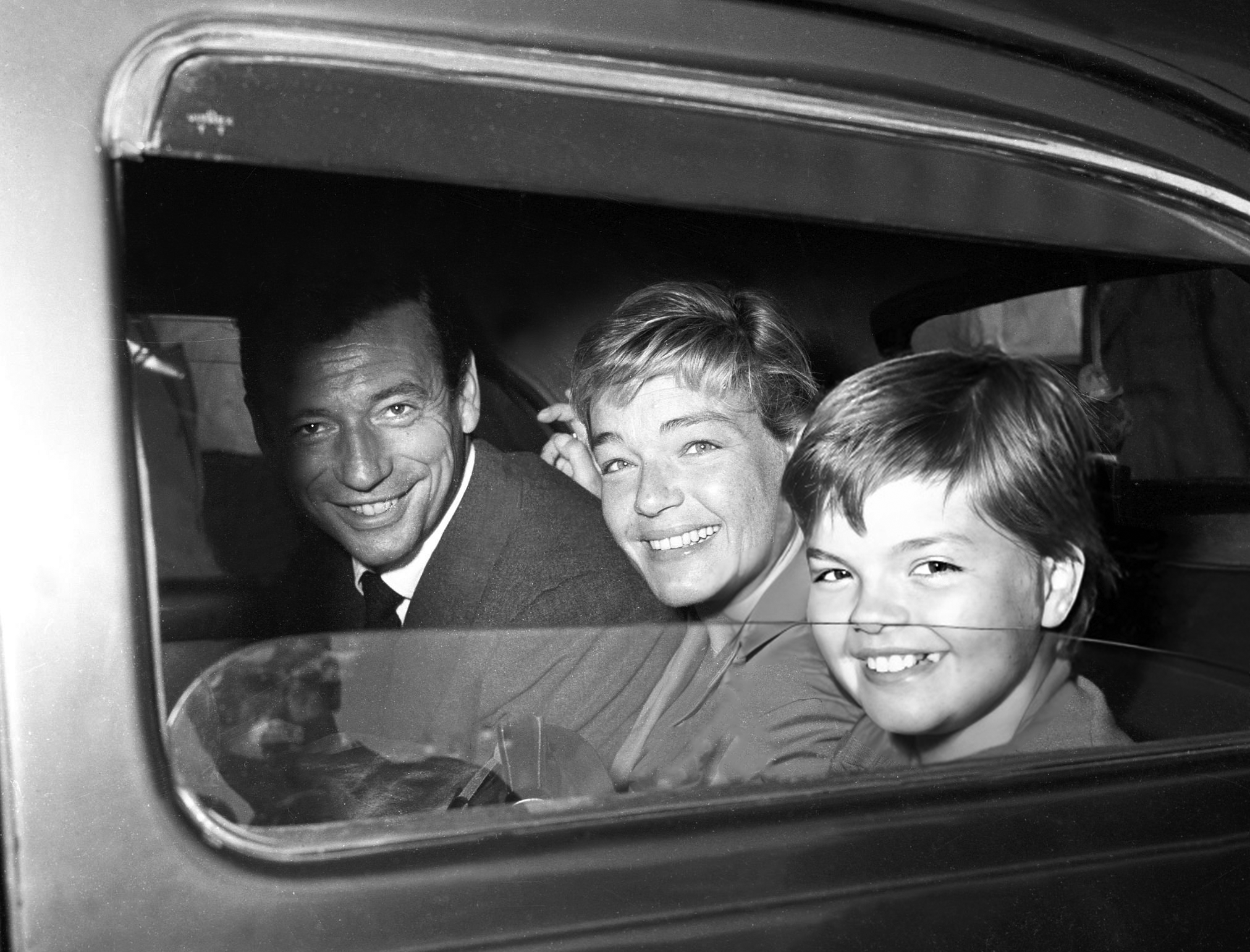
Yves Montand, Simone Signoret et Catherine Allégret dans les années 1950 à Rome.

Fille du réalisateur Yves Allégret et de l'actrice Simone Signoret, Catherine Allégret est élevée par son père Yves Allégret, remarié avec Michèle Cordoue, et Yves Montand, second mari de sa mère à partir de 1951 (celui-ci l'adoptera en 1987).
Après avoir échoué au baccalauréat, elle s'inscrit au cours Simon.
Elle fait ses débuts au théâtre dans Ce soir on improvise de Luigi Pirandello, mis en scène par André Barsacq, au théâtre de l'Atelier, et apparaît pour la première fois au cinéma en 1965 dans Lady L. de Peter Ustinov.
Après avoir été en couple quelques mois avec le danseur Jean-Pierre Bonnefous, elle épouse à Paris 1er arrondissement le 20 septembre 1969 Jean-Pierre Castaldi. Ils ont un fils, Benjamin (né en 1970), futur animateur de télévision.
Après qu'elle ait dit à son mari qu'elle l'avait trompé sur le tournage des Granges brûlées (1973), le couple Castaldi-Allégret se sépare et divorce quelques années plus tard. Elle se remarie à Paris 14e le 28 mai 1984 avec Maurice Vaudaux avec lequel elle a eu une fille, Clémentine, née en 1984.
Entre 1978 et 1986, elle apparaît dans le rôle de Léone, la standardiste de la série télévisée Médecins de nuit.
Catherine Allégret apparaît de manière récurrente dans la série policière télévisée Navarro entre 1989 et 2006. Elle y incarne Ginou, propriétaire du bar-restaurant dans lequel le commissaire Navarro, incarné par Roger Hanin, et ses collègues ont l'habitude de se rendre.
En 1994, elle publie son autobiographie : Les souvenirs et les regrets aussi....
En 2004, dans un livre intitulé Un monde à l'envers, elle accuse Yves Montand d'« a[voir] abusé d'elle au moins une fois quand elle était enfant et […] longtemps gardé plus tard une "attitude plus qu'équivoque" à son égard ».
De 2018 à 2021, l'actrice fait partie de la distribution du feuilleton Demain nous appartient, diffusé sur TF1.

## Filmographie

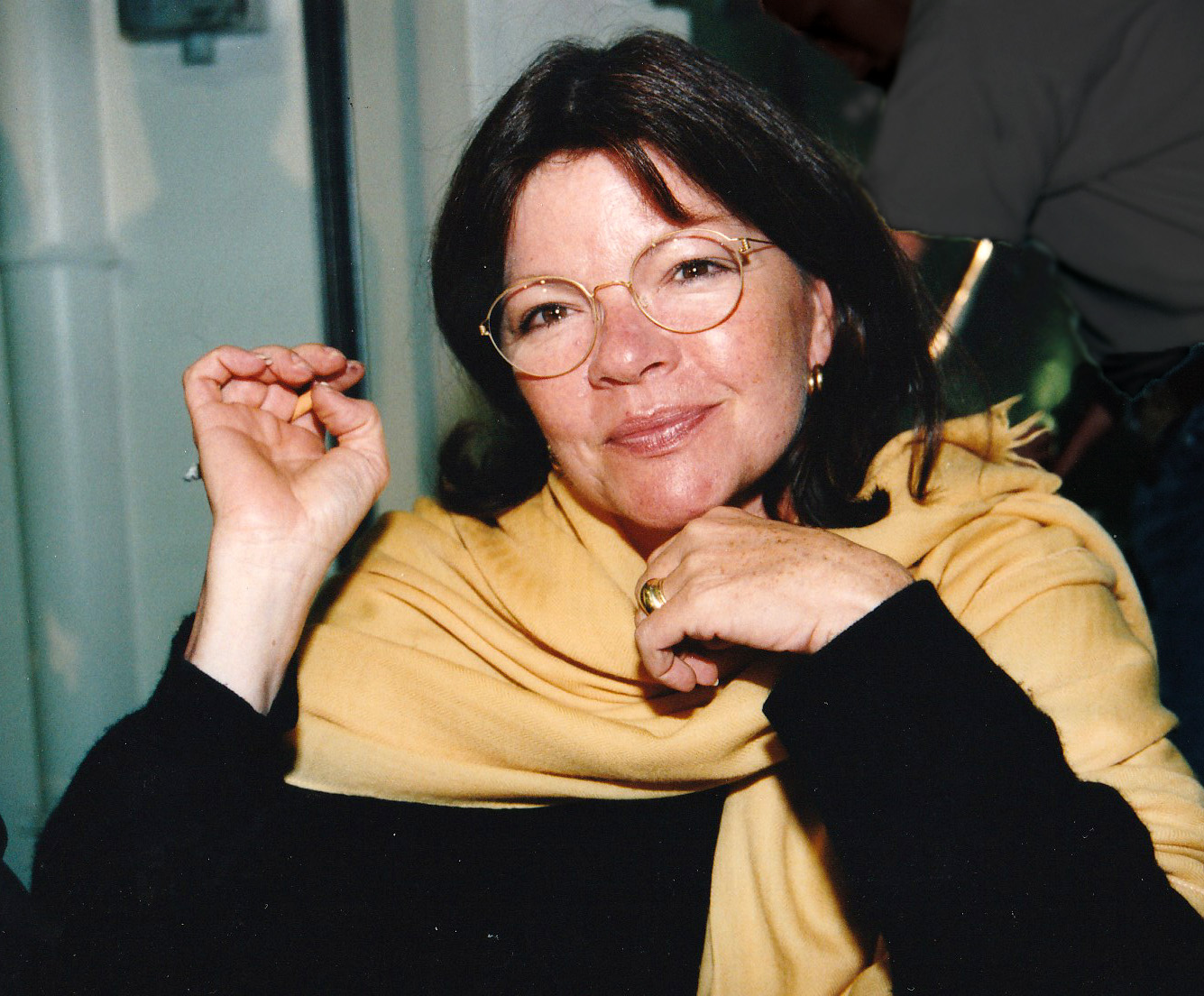
Catherine Allégret au Festival international de géographie en 1998.

### Cinéma
- 1964 : L'Enfer d'Henri-Georges Clouzot (inachevé) : Yvette
- 1965 : Lady L de Peter Ustinov : Pantoufle
- 1965 : Compartiment tueurs de Costa-Gavras : Bambi
- 1966 : Carré de dames pour un as de Jacques Poitrenaud : Marion
- 1967 : À tout casser de John Berry : Mimi
- 1969 : Le Temps de vivre de Bernard Paul : Catherine
- 1969 : Tout peut arriver de Philippe Labro : la veuve
- 1970 : Élise ou la vraie vie de Michel Drach : Didi
- 1970 : Le Champignon de Marc Simenon : Jeannette
- 1971 : Smic, Smac, Smoc de Claude Lelouch : Catherine
- 1971 : Papa les p'tits bateaux de Nelly Kaplan : Dany
- 1971 : Ça n'arrive qu'aux autres de Nadine Trintignant : la jeune femme
- 1972 : Sex-shop de Claude Berri : une prostituée
- 1972 : Les Volets clos de Jean-Claude Brialy : Rita
- 1972 : L'aventure c'est l'aventure de Claude Lelouch : une militante
- 1972 : Beau Masque de Bernard Paul : Marguerite
- 1972 : Le Dernier Tango à Paris (Ultimo tango a Parigi) de Bernardo Bertolucci : Catherine
- 1973 : Les Granges Brûlées de Jean Chapot : Françoise
- 1974 : Le Hasard et la Violence de Philippe Labro : la femme de l'agence
- 1974 : Paul et Michèle (Paul and Michelle) de Lewis Gilbert : Joanna
- 1974 : Vincent, François, Paul… et les autres de Claude Sautet : Colette
- 1975 : Mords pas, on t'aime d'Yves Allégret : Agnès, la mère
- 1976 : La Course à l'échalote de Claude Zidi : Nicole
- 1976 : Lieb Vaterland magst ruhig sein de Roland Klick : Mietzi
- 1979 : Clair de femme de Costa-Gavras : la prostituée
- 1981 : Chanel solitaire (Coco Chanel) de George Kaczender : l'amie de Gabrielle
- 1981 : Une robe noire pour un tueur de José Giovanni : la femme de Reynolds
- 1982 : Le Braconnier de Dieu de Jean-Pierre Darras : Marie-Fraise
- 1982 : Josépha de Christopher Frank : Dolly
- 1985 : Urgence de Gilles Béhat : la femme taxi
- 1989 : L'Orchestre rouge de Jacques Rouffio : Rita Arnould
- 1990 : Mister Frost de Philippe Setbon : Dr Corbin
- 2004 : Mariages ! de Valérie Guignabodet : Chantal, la mère de Ben
- 2006 : La Môme d'Olivier Dahan : Louise, la grand-mère
- 2009 : L'Enfer d'Henri-Georges Clouzot de Serge Bromberg et Ruxandra Medrea : Yvette / Catherine Allégret
- 2010 : La Rafle de Roselyne Bosch : la concierge « Tati »
- 2010 : Fatal de Michaël Youn : Milka Lafondue
- 2022 : Overdose d'Olivier Marchal : Juliette Dazin

### Télévision
- 1968 : Les Dossiers de l'Agence O (série télévisée), épisode 12 Le Ticket de métro de  Marc Simenon : Emilienne
- 1969 : Café du square (série télévisée) de Louis Daquin : Mireille
- 1969 : Jacquou le Croquant (mini-série) de Stellio Lorenzi
- 1971 : Un enfant dans la ville (téléfilm) de Pierre Sisser : l’hôtesse
- 1975 : Jack (série télévisée) de Serge Hanin, épisodes 8, 9, 10 : Zénaide
- 1977 : Les Enquêtes du commissaire Maigret (série télévisée), épisode Au rendez-vous des Terre-Neuvas de Jean-Paul Sassy : Adèle
- 1978-1986 : Médecins de nuit (série télévisée) : Léone
- 1980 : Cinéma 16 (série télévisée), épisode Chère Olga de Philippe Condroyer : Rosine
- 1981 : Au bon beurre (série télévisée) d'Édouard Molinaro, épisode 2 : Léonie
- 1981 : Le Serment d'Heidelberg (téléfilm) d'André Farwagi : Madame Blondeau
- 1981 : Les Gaietés de la correctionnelle (série télévisée), saison 2, épisode 8 L'Amoureux opiniâtre de : Marie-Claide
- 1982 : L'Épingle noire (mini-série) de Maurice Frydland
- 1982 : Jupiter 81 (téléfilm) de Maurice Frydland : Taty
- 1982 : Jeu de quilles (téléfilm) d'Henri Helman : Juliette
- 1983 : La Caravane (téléfilm) de Roger Gillioz : Nicole
- 1983 : Quelques hommes de bonne volonté (mini-série) de François Villiers : Madame Ganticoeur
- 1985 : Le Petit Théâtre d’Antenne 2 (série télévisée), épisode Le Téléphone vert de Marie-France Hascoët : Josiane
- 1986 : Beate Klarsfeld : A la poursuite de Klaus Barbie (Nazi Hunter : the Beate Klarsfeld Story) (téléfilm) de Michael Lindsay-Hogg : Simone Lagrange
- 1986 : Le Petit docteur (série télévisée), épisode 2 Le Château de l'arsenic de Patrick Dromgoole : Ernestine
- 1987 : Les Enquêtes du commissaire Maigret (série télévisée), épisode Les Caves du Majestic de Maurice Frydland : Charlotte
- 1988 : Les Amies de Miami (série télévisée) de Philippe Galardi : Fancho
- 1989-2006 : Navarro (série télévisée) : Ginou
- 1991 : Les Malheurs du juge (Ma tu mi vuoi bene) (téléfilm) de Marcello Fondato et Nancy Fondato
- 1992 : Soleil d'automne (téléfilm) de Jacques Ertaud : Jeanne
- 1996 : Bob Million (téléfilm) de Michaël Perrotta : Martine
- 2008 : Un admirateur secret (téléfilm) de Christian Bonnet: Lucie Fonteneau
- 2010-2012 : La Nouvelle Maud (série télévisée) de Bernard Malaterre : Hélène Ackert
- 2013 : Section de recherches (série télévisée), saison 7, épisode 4 La Mort en héritage d'Éric Le Roux : Geneviève Faure
- 2014 : Scènes de ménages (série télévisée), épisode L'Album de famille : la cousine voyante d’Huguette
- 2016 : Capitaine Marleau (série télévisée) de Josée Dayan, épisode En trompe-l'œil : Fanny Brun
- 2018-2021 : Demain nous appartient (série télévisée), épisodes 199 à 301, 451 à 476, 589 à 641, 805 à 893, 945 à 962 : Jeanne Bellanger-Dumontel
- 2018 : Joséphine, ange gardien (série télévisée), saison 19, épisode 3 Un Noël recomposé de Philippe Proteau : Catherine
- 2019 : Itinéraire d'une maman braqueuse (téléfilm) d'Alexandre Castagnetti : Marta
- 2019 : Nina (série télévisée), saison 5, épisode 8 L'Eternel retour de Jérôme Portheault : Irène Joubert
- 2020 : Meurtres à... (série télévisée), épisode Meurtres à Albi de Delphine Lemoine : Mylène Bouvier
- 2021 : Alexandra Ehle (série télévisée), saison 3, épisode 2 La Peste de Magaly Richard-Serrano : Arlette
- 2022 : Et la montagne fleurira (mini-série) d'Éléonore Faucher : Léonie

### Documentaires
- 2005 : Le Fantôme d'Henri Langlois de Jacques Richard - témoignage

- 2010 :  Elle s'appelait Simone Signoret, un documentaire réalisé par Christian Lamet et Nicolas Maupied. Une coproduction Dream Way Productions/Institut national de l'audiovisuel. Première diffusion le 30 septembre 2010 sur France 5, à l'occasion du 25e anniversaire de la mort de sa mère Simone Signoret. - témoignage

## Théâtre
- 1965 : Ce soir on improvise de Luigi Pirandello, mise en scène André Barsacq, Théâtre de l'Atelier
- 1966 : La Convention Belzébir de Marcel Aymé, mise en scène René Dupuy, Théâtre de l'Athénée-Louis-Jouvet
- 1969 : Noces de sang de Federico García Lorca, mise en scène Raymond Rouleau, Théâtre des Célestins
- 1978 : Tu viens on s'en va de Catherine Allégret et Eliane Borras, mise en scène Philippe Murgier , Théâtre des Blancs-Manteaux
- 1982 : Trois fois rien de Catherine Allégret et Eliane Borras, mise en scène Henri Helman, Petit Montparnasse
- 1985 : Tailleur pour dames de Georges Feydeau, mise en scène Bernard Murat, Théâtre des Bouffes-Parisiens
- 1998 : Mère Courage et ses enfants de Bertolt Brecht, mise en scène Yves Pignot, Théâtre de l'Ouest parisien
- 2008 : Les Demoiselles d'Avignon de Jaime Salom, mise en scène Jean-Pierre Dravel et Olivier Macé, Théâtre Rive Gauche

## Publications
- Les Souvenirs et les regrets aussi..., Éditions Fixot, Paris, 1994,  (ISBN 2-87645-202-2).
- Un monde à l'envers, Paris, Librairie générale française, coll. « Le Livre de poche », no 30381, 2005. 146 pp., 18 cm.  (ISBN 2-253-11442-1).

Fiction
- L'Entre deux mères, Éditions Stock, 1997
- Au non du père, Éditions Stock, 1998
- Les Pierres blanches, Éditions Fayard, 2015